# Acqua di mare

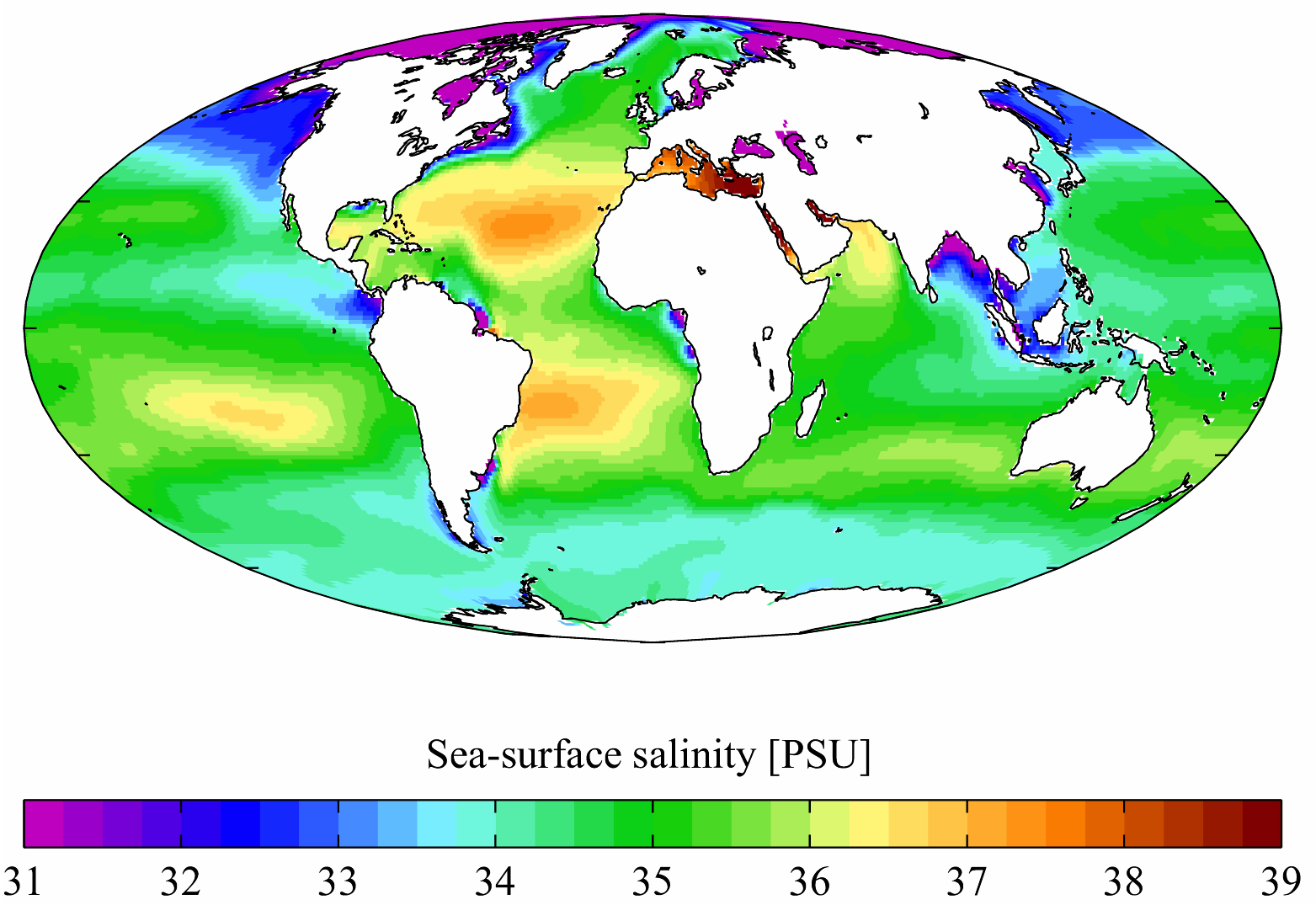
Salinità media annuale registrata in tutti i mari e gli oceani della Terra

L'acqua di mare è l'acqua che costituisce i mari e gli oceani, in cui la concentrazione media dei sali disciolti è di 35 g/L: essa varia in base al mare preso in considerazione.
Negli oceani e nei mari si possono trovare molte forme di vita, tra cui vegetazione e animali.

## Composizione
La concentrazione di sale varia a seconda dell'apporto dei fiumi e dell'intensità di evaporazione; poiché solo l'acqua pura evapora, i sali rimangono nella soluzione acquosa. Dunque più fiumi affluiscono nel mare, minore sarà la concentrazione salina, per effetto della diluizione.
La proporzione tra i diversi sali, invece, rimane approssimativamente uguale: in tutte le distese di acqua salata il sale più abbondante è il cloruro di sodio (NaCl), più comunemente detto "sale da cucina", presente tra il 70% e l'80% in peso rispetto al totale dei sali disciolti. 
Altri sali disciolti sono i cloruri di calcio, potassio, magnesio, carbonati e solfati. Nelle acque marine si trovano anche nitrati e fosfati, che risalgono in superficie grazie alle correnti e favoriscono lo sviluppo degli organismi autotrofi (alghe).
Oltre ai sali citati, ai nitrati e ai fosfati, nell'acqua marina ci sono due gas disciolti, l'ossigeno e l'anidride carbonica. Questi gas servono ai due processi che garantiscono la vita agli esseri viventi che popolano il mare: la respirazione e la fotosintesi clorofilliana. Infatti i pesci respirano l'O2 disciolto nell'acqua di mare. Senza le correnti marine, l'ossigeno sarebbe presente solo nei venti metri più superficiali, per diffusione dall'aria sovrastante, ma grazie a questi movimenti (importantissime le correnti oceaniche) arriva anche in zone molto profonde, la zona afotica. In alcuni mari, relativamente "chiusi" e poco soggetti a maree e correnti profonde, come il Mar Nero, in profondità l'ossigeno è assente.
In piccole percentuali sono disciolti in mare molti altri elementi chiamati oligoelementi, in forma ionica. 
Tra essi i sali di stronzio, boro, silicio, fluoro, bromo e iodio. Infine l'acqua di mare contiene microorganismi viventi. Tutta una serie di organismi pelagici, popolano infatti l'acqua marina (plancton). È presente anche una piccola percentuale di materia organica proveniente da scarti vegetali o animali o da sostanze in decomposizione (DOM - Materiale Organico Disciolto).

## Proprietà
Oltre alle proprietà dell'acqua (capacità termica, tensione superficiale, capacità solventeimbizione, capillarità, ecc.), l'acqua salata ha un'ulteriore caratteristica: il sale disciolto causa l'abbassamento del punto di fusione (abbassamento crioscopico) dell'acqua di circa 2 °C, permettendo ad alcune specie di pesci di vivere a temperature prossime agli 0 °C.
A causa dei sali disciolti ha una densità maggiore (circa 1,025 kg/dm³) rispetto all'acqua dolce e per questo gli oggetti immersi in essa, ricevendo una spinta idrostatica maggiore, galleggiano meglio.

## Dati di percentuale
L'acqua salata costituisce il 97,2% circa dell'idrosfera e ricopre il 69% circa della Terra.